# 依田昌兮

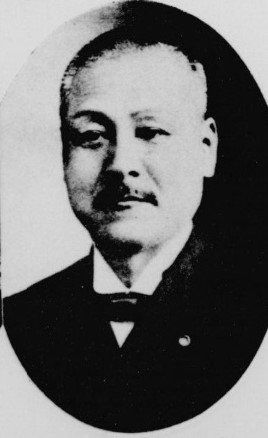
依田昌兮

依田 昌兮（よだ/ゆだ しょうけい/まさや/まさみ、文久元年7月13日（1861年8月23日） - 昭和3年（1928年）9月4日）は、大日本帝国陸軍少将。熊本市長。

## 経歴
肥後国飽託郡本荘村（現在の熊本県熊本市）出身。1883年（明治16年）12月25日、陸軍士官学校（旧6期）を卒業し、同日、歩兵少尉に任官。1890年（明治23年）から1894年（明治27年）までの4年間ドイツに留学し、帰国後、日清戦争に第2軍参謀として活動した。1901年（明治34年）オーストリア公使館付武官となり、帰国後は鉄道線区司令官、1904年（明治37年）日露戦争が始まると歩兵第9連隊長を経て、遼東守備軍参謀となった。1906年（明治39年）歩兵大佐、1910年（明治43年）陸軍少将に進んだ。1913年（大正2年）予備役となり、1915年（大正4年）熊本市長に就任した。在職中は熊本監獄移転問題や水道建設問題に苦慮した。1917年（大正6年）熊本市長を退任した。1928年（昭和3年）死去。

## 栄典
位階
- 1889年（明治22年）7月15日 - 従七位[6]
- 1904年（明治37年）4月29日 - 正六位[7]
- 1907年（明治40年）2月12日 - 従五位[8]
- 1911年（明治44年）2月10日 - 正五位[9]

勲章
- 1901年（明治34年）11月30日 - 勲五等瑞宝章[10]
- 1902年（明治35年）5月10日 - 明治三十三年従軍記章[11]
- 1905年（明治38年）5月30日 - 勲四等瑞宝章[12]